# Tossal de les Torres
El Tossal de les Torres és una muntanya de 332 metres que es troba al municipi de Lleida, a la comarca catalana del Segrià.
Al cim hi ha un vèrtex geodèsic (referència 250113001).